# Vito Riviello
Vito Riviello (Potenza, 1º settembre 1933 – Roma, 18 giugno 2009) è stato un poeta italiano.

## Biografia

### Gli esordi
Nato a Potenza il 1º settembre 1933, Vito Riviello è tra i più originali poeti italiani del secondo dopoguerra. Avviato agli studi classici, prosegue da autodidatta e precocemente offre il suo contributo alla poesia e, sensibile alla "questione meridionale", al risveglio del Mezzogiorno.
Inizia l'attività letteraria con la pubblicazione delle prime poesie, mai più ristampate ma recuperate nel volume postumo del 2019 Tutte le poesie, sul primo numero della rivista Lucania nell’ottobre del 1954, e poi, in pieno clima neorealistico, del libro Città fra paesi (edito da Schwarz nel '55), una raccolta di versi tra stile liberty e crepuscolare. Il volumetto fu definito da Leonardo Sinisgalli: "Il primo ritratto letterario di Potenza".
Nel frattempo inizia una vivace attività di promotore culturale fondata sul convincimento della necessaria integrazione tra cultura scientifica e umanistica e desideroso di abbandonare, nella sua scrittura, la realtà lucana guardata con occhi dolenti, quella più oleografica e di maniera, secondo la lezione di meridionalisti come Elio Vittorini, che pure si sforza di rinnovare, e di osservatori e giornalisti come Edgar Snow. Il marxismo è una componente di rilievo nella formazione di Riviello, sensibile anche al magistero poetico e politico di Rocco Scotellaro.
Nella seconda metà degli anni Cinquanta, il poeta ventiquattrenne apre una prima libreria a Potenza in via del Popolo. Pur iniziando a trascorrere lunghi soggiorni a Roma, nel 1961 trasferisce l’attività nella Nuova Libreria Riviello, in via Pretoria, che diviene luogo d’incontro tra artisti italiani e stranieri e centro di diffusione della cultura nella regione; lì hanno modo di sostare e dialogare scrittori e intellettuali tra i quali Giuseppe Ungaretti, Carlo Levi, Leonardo Sinisgalli, Alfonso Gatto, Mario Alicata, Michele Prisco, Eugenio Miccini, Achille Bonito Oliva, Domenico Rea, Henri Bosco. Nel giro di poco tempo la Nuova Libreria diventa anche casa editrice.

### Gli anni sessanta
Nel decennio successivo collabora con importanti riviste letterarie (come Letteratura, Rendiconti, Nuovi Argomenti) e frequenta le avanguardie italiane, a cominciare dal Gruppo 63. Con alcuni dei protagonisti del gruppo, e con altri importanti autori dell'epoca, manterrà sempre un fortissimo legame, come testimoniano i carteggi custoditi presso l'"Archivio del ‘900-Università La Sapienza di Roma" e le rassegne di letture in Italia e all'estero.
Negli anni seguenti, per conto di case editrici e di gallerie d’arte, Riviello si dedica alla critica, inserendo nelle sue metodologie d’analisi il concetto di autonomia dell’ispirazione, e scrive introduzioni ai cataloghi di numerosi artisti italiani e stranieri.
Nel 1968 progetta e scrive un documentario realizzato con la regia di Mario Carbone, Intellettuali a Potenza, un’inchiesta sul ruolo dell’intellettuale nel Sud. Altri documentari cinematografici con testi originali riceveranno premi nelle rassegne internazionali “Festival dei popoli”, “Biennale di Venezia”, “Porretta Terme”, “Bergamo”.

### Gli anni settanta e ottanta
Trasferitosi già da alcuni anni a Roma, nel 1972 conosce Daniela Rampa che diventa sua moglie nel febbraio del 1973, e con la quale ha la figlia Lidia. In questi anni la famiglia vive in vicolo del Governo Vecchio.
Anche a Roma, città che prende subito ad amare, Riviello si lega a poeti, intellettuali e artisti, e scrive testi introduttivi per cataloghi di mostre. Incontra e frequenta, in Italia e all’estero, Amelia Rosselli, Elio Pagliarani, Giovanni Russo, Libero De Libero, Carmelo Bene, Alberto Moravia, Paolo Volponi, Roberto Roversi, Piero Santi, Vanni e Alina Scheiwiller, Pier Paolo Pasolini, Federico Fellini, Maurice Henry, Pablo Neruda, Iosif Brodskij, Sergio Zavattini, Lidia Olivetti e Bruno Caruso, Marc Chagall, Vincenzo Mollica, Paolo Conte, Renzo Vespignani, Giuseppe Cesetti, Antonio Corpora Mario Mafai e Gian Carlo Riccardi. Segue la pop art italiana e il lavoro di Mario Schifano che pure appartiene alle sue frequentazioni intellettuali. Molte saranno le collaborazioni con artisti lungo tutto l’arco dell’attività di Riviello.
Torna alla poesia a partire dagli anni settanta, con raccolte come L'astuzia della realtà (Vallecchi, 1975), con la prefazione del suo amico Paolo Volponi, e Dagherrotipo (Scheiwiller, 1978).
Vito Riviello si contrappone alla "monumentalità" della cultura ufficiale utilizzando tecniche letterarie come la comicità, l'ironia, i motti di spirito e le improvvisazioni sul tema.
Senza abbandonare la poesia, negli anni Ottanta intraprende anche la scrittura radiofonica collaborando, per la Rai, con Pinotto Fava, autore di Audiobox, rassegna di ricerca sonora per la quale firma testi e radiodrammi. L’esperienza radiofonica prosegue felicemente negli anni Novanta con Giuseppe Neri, direttore del programma culturale Lampi che trova in Riviello uno degli autori più assidui.

### La maturità
Nel 1993 ottiene il vitalizio previsto dalla Legge Bacchelli.
Nel 1997 viene pubblicata una sua raccolta antologica dal titolo Assurdo e familiare, con saggio introduttivo di Giulio Ferroni, per le Edizioni Manni, che raccoglie quasi la sua intera produzione poetica dal 1975 in poi.
Il primo decennio del Duemila lo vede molto prolifico: nel 2001 pubblica, con introduzione di Francesco Muzzioli Plurime scissioni, che Riviello definisce «un libretto di revisione civile dell’io»; nel 2003 Acatì e Fumoir. Nello stesso 2003, insieme all’artista Cosimo Budetta, pubblica, per le eleganti edizioni Ogopogo dello stesso Budetta, altre due opere, Se non dicessimo niente e Dante & Beatrice, già apparsa, quest’ultima, con una nota di Aldo Mastropasqua sulla rivista Avanguardia. Nel 2005 dà alle stampe due plaquette, Coule, con fotografie di Mario Albergati, e Invasione obliata, con disegni di Viviana Fiore, pittrice con la quale realizzerà, due anni dopo, l’opera Rimozioni. Nel 2006 licenzia, con ampia postfazione di Gabriele Perretta, Livelli di coincidenza, libro antilirico e proteso al versante della scrittura comica, che nel 2007 riceve il “Premio Feronia – città di Fiano”. Nel 2008 pubblica un’opera in collaborazione con la fotografa Giuliana Laportella, Paesaggi di Passaggio, alla lettera traduzione poetica, testo a fronte, di diciotto fotografie, o meglio Fotofonemi, di Laportella. Con la stessa fotografa dà alle stampe la plaquette Doppio scatto, ancora nel 2008.
Negli stessi mesi del 2008 appare anche l’ultimo libro di poesia, Scala condominiale.
Nel 2009 partecipa alla Biennale del Libro d’Arte di Cassino e riceve a Potenza un premio come “Lucano insigne”; poco dopo, il 18 giugno 2009, muore a Roma a 75 anni suscitando il cordoglio degli intellettuali italiani.

## Opere

### Poesia
- Città fra paesi, Milano, Schwarz, 1955
- L'astuzia della realtà, prefazione di Paolo Volponi, Firenze, Vallecchi, 1975
- Dagherrotipo, Milano, Scheiwiller, 1978
- Sindrome dei ritratti austeri, Bergamo, il Bagatto, 1980
- Tabarin, Roma, Rossi & Spera, 1985
- Assurdo e familiare, prefazione di Giovanni Raboni, Roma, Empiria, 1986
- Apparizioni, Roma, Rossi & Spera Editori, 1989
- Kukulatrìa, prefazione di Paolo Volponi, Bergamo, il Bagatto, 1991
- Monumentanee, 1992
- Assurdo e familiare, prefazione di Giulio Ferroni, Lecce, Manni, 1997
- Plurime scissioni, introduzione di Francesco Muzzioli, Roma, Editore Pagine, 2001
- Acatì, Roma, Onyx Edizioni, 2003
- Fumoir, prefazione di Vincenzo Mollica, Roma, Edizioni Il Filo, 2003
- Livelli di coincidenza, postfazione di Gabriele Perretta, Udine, Campanotto Editore, 2006
- Paesaggi di Passaggio, Roma, Onyx Edizioni, 2008
- Scala condominiale, Faloppio (Como), Lietocolle, 2008
- Tutte le poesie, a cura e con un saggio introduttivo di Cecilia Bello Minciacchi, Roma, Editrice "La Sapienza", 2019

Le sue poesie sono apparse su numerose riviste letterarie fra cui si ricordano Nuova Presenza, Letteratura, Nuovi Argomenti, Rendiconti, STILB, Il Caffè, Alfabeta, Il Verri.

### Prosa
- Premaman, con un saggio di Gilberto Finzi, Potenza, La Nuova Libreria, 1968
- Tre favole potentine, Firenze, L'Upupa, 1980
- La neve all'occhiello, introduzione di Giovanni Russo, Francavilla (PZ), Antonio Capuano Editore, 1986
- Manualetto del calcio sognato, Pescara, Edizioni Tracce, 1992
- Qui abitava Pitagora, Roma, Carlo Mancosu Editore, 1993 (prima edizione)
- Notegen tra Sussurri e Grida, Salerno, Edizioni Sottotraccia, 1998
- La luna nei portoni, prefazione di Raffaele Nigro, Potenza, Calice Editori, 1999
- E arrivò il giorno della prassi, introduzione di Giorgio Patrizi, Roma, Empiria, 1999

## Citazioni
La cantautrice Momo ha musicato due poesie di Vito Riviello, contenute nel CD Stelle ai piedi (Bompiani; libro + CD) 2009.
Il 14 febbraio 2012 presso il Teatro Ariston di Sanremo il comico/attore Rocco Papaleo in chiusura del Festival recita due versi del poeta:
"C'è un campo di girasoli a Cortona in Arezzo, c'è un campo di paraculi a Cortina d'Ampezzo".
Dal 2019 un suo ritratto della pittrice Loretta Surico è stato acquisito per la Galleria "Spazi 900" della Biblioteca Nazionale di Roma.